# William Fadjo Cravens
William Fadjo Cravens (* 15. Februar 1899 in Fort Smith, Arkansas; † 16. April 1974 ebenda) war ein US-amerikanischer Politiker. Zwischen 1939 und 1949 vertrat er den vierten Wahlbezirk des Bundesstaates Arkansas im US-Repräsentantenhaus.

## Werdegang
William Fadjo Cravens war der Sohn von William B. Cravens, der zwischen 1907 und 1939 zweimal den Staat Arkansas im US-Repräsentantenhaus vertreten hatte. Der jüngere Cravens besuchte die öffentlichen Schulen seiner Heimat, die University of Arkansas in Fayetteville und die University of Pittsburgh in Pennsylvania. Nach einem Jurastudium an der Washington and Lee University in Lexington (Virginia) und seiner im Jahr 1920 erfolgten Zulassung als Rechtsanwalt begann Cravens in Fort Smith in diesem Beruf zu arbeiten. Seine Ausbildung war während des Ersten Weltkriegs unterbrochen, an dem er als Soldat der US-Marine teilnahm. Später war er zehn Jahre lang Anwalt der Stadt Fort Smith.
Cravens war Mitglied der Demokratischen Partei. Nach dem Tod seines Vaters wurde er am 12. September 1939 bei der notwendigen Nachwahl als dessen Nachfolger in den Kongress gewählt. Nachdem er bei den folgenden vier regulären Kongresswahlen jeweils in seinem Mandat bestätigt wurde, konnte er bis zum 3. Januar 1949 im Repräsentantenhaus in Washington, D.C. verbleiben. Im Jahr 1948 verzichtete Cravens auf eine erneute Kandidatur. Er zog sich aus der Politik zurück und widmete sich bis zu seinem Tod im Jahr 1974 seinen privaten Angelegenheiten.